# Араб табия (Силистра)
Араб табия е крепост в Румъния, Окръг Кюстенджа, община Остров. Останките се намират на 1 километър югоизточно от покрайнините на Силистра, както и на 5 километра западно от общинския център село Остров.
Крепостта е изградена като част от османската фортификационна система, използвана по време на Кримската война (1853 – 1856) и Руско-турската война от 1877 – 1878 г. Тя е най-източното и значително по размери укрепление от крепостната система на Силистра.
Нейното строителство започва през 1853 година от египетския гарнизон на Силистра. През юни-юли 1854 година е обсаждана от руски войски. По-късно е разширена, като е превъзхождала по размери самата крепост на Силистра.
След края на Руско-турската война (1877 – 1878) съгласно договореностите от Берлинския конгрес крепостта е заета от Румъния, заедно с нейната част от Добруджа. Комисията по по делимитиране на границата, започнала работа от 11 октомври 1878 г., постановява крепостта да остане за Румъния. В резултат от дипломатически натиск от Русия, изисквала да се предаде крепостта на Княжество България, на 21 февруари 1879 година румънските войски я напускат. След дълги дебати крепостта все пак е предадена на Румъния. Русия утвърждава това решение през юни 1880 година, а Османската империя признава новата граница през юли 1881 г.